# Arro (Còrsega)
Arro (en cors Arru) és un municipi francès, situat a la regió de Còrsega, al departament de Còrsega del Sud. L'any 1999 tenia 51 habitants.

## Demografia
| 1836 | 1962 | 1968 | 1975 | 1982 | 1990 | 1999 |
| ---- | ---- | ---- | ---- | ---- | ---- | ---- |
| 180  | 99   | 95   | 86   | 70   | 41   | 51   |

## Administració
| Període   | Identitat          | Partit | Qualitat |
| --------- | ------------------ | ------ | -------- |
| 2001-2008 | Christian Angelini |        |          |